# Brecha salarial de género en México
La brecha salarial de género en México es la diferencia entre la remuneración dada a los hombres y a las mujeres que en ese país suele ser menor y en algunos casos nulo como en el caso del trabajo doméstico y el trabajo de cuidados. Según un estudio del Consejo Nacional para Prevenir la Discriminación (Conapred) en 2017 los hombres recibían en promedio 1.2% más por hora trabajada que las mujeres.

## Contexto
A nivel mundial la brecha salarial de género en 2024 era en promedio 54.5% de diferencia. En México un 45% de las mujeres mexicanas en edad productiva trabajaban versus un 78% de hombres, según la Encuesta Nacional de Ocupación y Empleo del Instituto Nacional de Estadística y Geografía (INEGI). 
A nivel normativo, la Constitución Política de los Estados Unidos Mexicanos establece en su artículo 123 inciso A fracción VII que las mujeres y los hombres recibirán remuneración igual:

VII.- Para trabajo igual debe corresponder salario igual, sin tener en
cuenta sexo ni nacionalidad.

La Ley Federal del Trabajo en su artículo 3 incluye un principio de no discriminación y en el 33 establece un principio de equidad en el trabajo:

A ninguna mujer podrá negársele la contratación, ni condicionarle la relación de trabajo o de sus derechos laborales en virtud de su sexo, estado civil, condición de embarazo, o cualquier otro criterio que no se derive de las exigencias propias de la labor que desempeña.

Asimismo México es firmante de convenciones y tratados que buscan combatir la brecha salarial de género tales como el Convenio sobre igualdad de remuneración, el Convenio sobre la discriminación (empleo y ocupación), el Pacto Internacional de Derechos Económicos, Sociales y Culturales, la Convención sobre la Eliminación de Todas las Formas de Discriminación contra la Mujer y la Convención Interamericana para prevenir, sancionar y erradicar la violencia contra la mujer, entre otros. Asimismo cuenta con Normas oficiales mexicanas destinadas al tema en específico tales como la Norma Mexicana NMX-R-025-SCFI-2012 para la Igualdad Laboral entre Mujeres y Hombres, que entre otros aspectos establece la equidad salarial.

## Características
La brecha salarial de género es un indicador de la desigualdad de género junto al reparto desigual del trabajo no remunerado y la violencia contra las mujeres, según propone la Organización para la Cooperación y el Desarrollo Económico (OCDE).El Foro Económico Mundial además de la diferencia porcentual establece la dimensión de establecer un trabajo de igual valor entre hombres y mujeres. Por su parte ONU Mujeres propone un indicador basado en la diferencia porcentual entre el ingreso promedio de los hombres y las mujeres, dividida entre el ingreso de los hombres.
En México un hombre puede ganar 100 pesos y una mujer por el mismo trabajo recibir 81. Con la consideración de la brecha de un 14% una mujer tendría que trabajar 51 días más para compensar la brecha.
Existe una complejidad en la medición de la brecha salarial en la sociedad debido a que los salarios suelen ser privados.

## Sectores económicos
Las mediciones del INEGI establecen que los sectores económicos que presentan mayores brechas salariales de género son la información en medios masivos, servicios no gubernamentales y comercio minorista. En los sectores en que las mujeres tienen mejores salarios que los hombres están servicios inmobiliarios, la construcción y la minería.

### Agropecuario
En el caso del sector agropecuario el INEGI reportó que en 2022 dentro del sector agropecuario las mujeres recibían en promedio 201 pesos mexicanos y los hombres 228 en 26 entidades federativas. La entidad con el porcentaje más alto de brecha fue Guerrero con 64 pesos y la menor Yucatán con 38 pesos más a favor de las mujeres. Sin embargo en ese estado se reporta en proporción menos mujeres jornaleras con un estimado del 4.7% Asimismo el número de horas contratadas era menos con 13 días por mes para los hombres contra 11 a las mujeres.En el sector agropecuario la participación era mayoritariamente masculina (89.3%). Del total de personas trabajando que no recibían un pago por trabajar —por ejemplo familiares— las mujeres representaron el 30.1% del total.

## Consecuencias
La brecha de salarios provoca que las mujeres sufran por una parte una subrepresentación laboral así como su permanencia en empleos con bajos salarios y falta de movilidad laboral incluyendo puestos laborales que impliquen liderazgos.

### Subrepresentación
La subrepresentación laboral se entiende como la presencia o la nulidad de mujeres en ciertos cargos trabajos ya sea por razones de trabajos asignados por roles de género o bien por la resistencia o la irrelevancia para un mercado laboral masculinizado de incluir a mujeres en puestos de decisión, de liderazgo, consejos de administración, mesas directivas o encabezando empresas. El Instituto Mexicano para la Competitividad (IMCO) realizó en 2021 mediciones sobre la presencia femenina en puestos de decisión en 57 empresas que cotizan en la Bolsa Mexicana de Valores (BMV) y en la Bolsa Institucional de Valores (Biva), siendo sólo el 10% las mujeres que están dentro de consejos de administración.